# Patrick Stevens (atleet)
Patrick Stevens (Leut, 31 januari 1968) is een Belgische voormalige sprinter, die gespecialiseerd was in de 100 m, 200 m en 4 × 100 m estafette. Hij heeft de Belgische records in handen op de 100 m en de 200 m indoor en is meervoudig Belgisch kampioen op deze afstanden. Ook nam hij driemaal deel aan de Olympische Spelen, met als beste resultaat een zevende plaats op de 200 m in 1996.

## Biografie
Zijn eerste succes boekte Stevens in 1988 bij de Belgische kampioenschappen. Hierbij won hij een gouden medaille op zowel de 100 m (10,44) als de 200 m (20,72). Hierna werd hij nog vele malen Belgisch kampioen op deze twee sprintonderdelen. Later dat jaar maakte hij zijn olympisch debuut op de Olympische Spelen van Seoel. Hij sneuvelde hierbij op zowel de 100 m als de 200 m in de kwartfinale.
In 1991 won hij bij de Universiade een bronzen medaille op de 100 m. In 1994 kwalificeerde hij zich voor de Europese kampioenschappen in Helsinki. Met een tijd van 20,68 op de 200 m eindigde hij achter de Noor Dougie Walker (goud; 20,53) en de Brit Doug Turner (zilver; 20,64) en keerde hij met het brons huiswaarts. Op de Olympische Spelen van 1992 sneuvelde hij net als vier jaar eerder op zowel de 100 m als de 200 m in de kwartfinale.
In 1996 kwalificeerde Stevens zich voor de Olympische Spelen van 1996 in Atlanta. Opmerkelijk was dat Stevens op de 200 m als enige blanke atleet wist door te dringen tot de finale. Hij eindigde op een zevende plaats in 20,27. Op de 100 m werd hij in de kwartfinale uitgeschakeld met een tijd van 10,31. In de series liep hij weliswaar een snellere 10,21, maar dit was gelopen met een onreglementaire meewind.
Patrick Stevens was in maart 2007 kandidaat om voorzitter van de VAL (Vlaamse Atletiekliga) te worden, maar is dat niet geworden. Stevens heeft een dochter Lauryn samen met de voormalige Britse zevenkampster Denise Lewis. Hun relatie liep begin 2004 ten einde.

## Belgische kampioenschappen
Outdoor
| Onderdeel | Jaar                                                                   |
| --------- | ---------------------------------------------------------------------- |
| 100 m     | 1988, 1989, 1990, 1991, 1992, 1993, 1994, 1995, 1997, 1999, 2000, 2004 |
| 200 m     | 1988, 1989, 1990, 1992, 1993, 1994, 1996, 2000                         |

Indoor
| Onderdeel | Jaar       |
| --------- | ---------- |
| 60 m      | 1992, 1994 |

## Persoonlijke records
Outdoor
| Onderdeel | Tijd            | Datum        | Plaats   |
| --------- | --------------- | ------------ | -------- |
| 100 m     | 10,14 s         | 28 juni 1997 | Oordegem |
| 200 m     | 20,19 s (ex-NR) | 5 juni 1996  | Rome     |

Indoor
| Onderdeel | Prestatie    | Datum            | Plaats  |
| --------- | ------------ | ---------------- | ------- |
| 60 m      | 6,64 s       | 11 februari 2000 | Gent    |
| 100 m     | 10,35 s (NR) | 28 juni 1997     | Tampere |
| 200 m     | 20,66 s (NR) | 19 februari 1995 | Liévin  |

## Palmares

### 60 m
- 1991:  BK indoor AC - 6,82 s
- 1992:  BK indoor AC - 6,80 s
- 1993:  BK indoor AC - 6,79 s
- 1994:  BK indoor AC - 6,79 s

### 100 m
- 1988:  BK AC - 10,44 s
- 1988: 6e ¼ fin. OS - 10,50 s
- 1989:  BK AC - 10,69 s
- 1990:  BK AC - 10,45 s
- 1990: 8e Memorial Van Damme - 10,44 s
- 1991:  BK AC - 10,42 s
- 1991: 5e Universiade - 10,40 s
- 1991: 8e Memorial Van Damme - 10,47 s
- 1992:  BK AC - 10,38 s
- 1992: 8e ¼ fin. OS - 10,69 s
- 1993:  BK AC - 10,49 s
- 1993:  Europacup B - 10,52 s
- 1994:  BK AC - 10,48 s
- 1994:  Europacup C in Dublin - 10,42 s
- 1995:  BK AC - 10,23 s
- 1996: 4e in ¼ fin. OS - 10,31 s
- 1997:  BK AC - 10,33 s
- 1997:  Europacup B in Dublin - 10,67 s
- 1999:  BK AC - 10,15 s
- 2000:  BK AC - 10,31 s
- 2000:  Europacup B in O - 20,49 s
- 2004:  BK AC - 10,42 s

### 200 m
Kampioenschappen
- 1988:  BK AC - 20,72 s
- 1988: 5e ¼ fin. OS - 20,94 s
- 1989:  BK AC - 21,33 s
- 1990:  BK AC - 21,11 s
- 1990: 7e Memorial Van Damme - 20,83 s
- 1991:  BK AC indoor - 21,27 s
- 1991:  Universiade - 20,99 s
- 1991: 7e Memorial Van Damme - 20,73 s
- 1992:  BK AC - 20,78 s
- 1992: 5e ¼ fin. OS - 20,67 s
- 1992: 6e Memorial Van Damme - 20,85 s
- 1993:  BK AC - 20,81 s
- 1993:  Europacup B - 20,72 s
- 1993: 5e Memorial Van Damme - 20,77 s
- 1994:  BK AC - 20,64 s (wind)
- 1994:  EK - 20,68 s
- 1994:  Europacup C in Dublin - 21,26 s
- 1994: 5e Memorial Van Damme - 20,69 s
- 1996:  BK AC - 20,40 s (wind)
- 1996: 7e OS - 20,27 s
- 1996:  Europacup C in Oordegem - 20,36 s
- 1996: 5e Memorial Van Damme - 20,42 s
- 2000:  EK indoor - 20,70 s
- 2000:  BK AC - 20,59 s
- 2000:  Europacup B in Oslo - 20,49 s
- 2000: DNS OS

Golden League-podiumplekken
- 1998:  Bislett Games – 20,65 s
- 2000:  Memorial Van Damme – 20,40 s

### 4 × 100 m
- 1991:  Universiade - 40,05 s

## Onderscheidingen
- Gouden Spike - 1990, 1995, 1996